# Vodafone
Vodafone er et verdensomspændende teleselskab med hovedsæde i Newbury, Berkshire, Storbritannien. Det er verdens største mobiloperatør målt på omsætning og har en markedsværdi på 75 mia. pund (august 2008). Selskabet har aktiviteter i 25 lande og har partnere i 42 lande, heriblandt Danmark, hvor det samarbejder med TDC. Flere partnere benytter Vodafone-navnet uden at Vodafone ejer noget af dem. I alt havde Vodafone i 2006 anslået 260 mio. kunder, hvilket gør det til verdens næststørste mobiloperatør efter China Mobile. Vodafone er dobbeltnoteret på London Stock Exchange og New York Stock Exchange.

## Historie
Selskabets historie går tilbage til 1982, hvor Racal Strategic Radio Ltd. vandt en af to licenser til at drive mobiltelefoni i Storbritannien. Vodafone åbnede for de første kunder i 1985. Navnet er et akronym for Voice data fone.
Vodafone købte sig større gennem opkøb af de britiske selskaber Talkland i 1996 og Peoples Phone i 1997. Samme år som overtagelsen af sidstnævnte lanceredes det karakteristiske logo med et citationstegn i en cirkel som symbol på kommunikation. I 1999 overtog selskabet AirTouch Communications og blev dermed medejer af Mannesmann, der ejede Tysklands største mobilnetværk, D2. Vodafone fusionerede i 2000 sin amerikanske virksomhed med Bell Atlantic Corp. til Verizon Wireless. I 2001 indgik Vodafone en aftale med danske TDC, som blev dermed blev Vodafones første partnernetværk.
Vodafone er sponsor for en lang række sportsklubber og -hold, bl.a. det engelske landshold i cricket.